# NUMAST
Die National Union of Marine, Aviation and Shipping Transport Officers (NUMAST) war eine britische Gewerkschaft für Schiffs- und Luft-Offiziere (abgesehen von den Piloten), die im Jahr 1985 durch die Fusion der Mercantile Marine Services Association (MMSA), der Merchant Navy and Airline Officers Association (MNAOA) und der Radio and Electronic Officers Union (REOU) entstand. Nachdem bereits im Jahr 1990 die Mitglieder aus der Luftfahrt zur British Airline Pilots Association (BALPA) transferiert worden waren, benannte sich NUMAST im Jahr 2006 in Nautilus UK um. Im Jahr 2009 schloss sich Nautilus UK mit der niederländischen Gewerkschaft Nautilus NL (ehemals Federatie van Werknemers in de Zeevaart (FWZ)) zu Nautilus International zusammen.

## Unterstützung der Tätigkeit der IMO durch NUMAST
1997 wurde mit einer Studie über Arbeits- und Ruhezeiten bei Seeleuten von der Gewerkschaft der britischen Handelsschiffsoffiziere NUMAST inkl. Hinweis auf den Untergang der Herald of Free Enterprise in einem Aufruf der Internationalen Seeschifffahrts-Organisation (IMO) zum Weltschifffahrtstag auf die überdurchschnittlich hohen Arbeitszeiten und die unterdurchschnittlichen Ruhezeiten der Seeleute im Vergleich zur übrigen Bevölkerung des Vereinigten Königreiches hingewiesen und die IMO rückte auch mit Hilfe der NUMAST somit Fatigue im Sinne von Seafarer Fatigue als großes branchentypisches Problem der Seeschifffahrt insbesondere für interessierte Parteien („Stakeholder“) im Bereich Maritime Wirtschaft in das öffentliche Bewusstsein. Der NUMAST-Studie zufolge arbeiteten 62 % ihrer Mitglieder mehr als 76 Stunden pro Woche und 22 % arbeiteten demnach durchschnittlich 13 Stunden am Tag. Dem gegenüber arbeiteten nur 23 % der britischen Bevölkerung mehr als 48 Stunden pro Woche. Es zeigte sich, dass das Problem von fehlendem erholsamen Schlaf demnach auf Kurzstrecken am größten sei – die Bugklappe der 1987 untergegangenen britischen Fähre Herald of Free Enterprise blieb offen, weil ein Besatzungsmitglied eingeschlafen war.
In der Veröffentlichung „Seafarer Fatigue Film – Cardiff University“ war Nautilus (formerly NUMAST) zusammen mit der brit. Health and Safety Executive einer der wichtigen unter „Sponsors / Collaborators“ genannten Partner, die mit diesem Lehrfilm grundsätzlich auch für deutsche Reedereien und ihre Seeleute einen weiteren wichtigen Beitrag zum Aufbau einer Sicherheitskultur in der Seeschifffahrt leisten, wie es die IMO im Rahmen ihrer Rechtsetzungstätigkeit im Vorwort des auch im deutschen Sprachraum in 2002 in den Nachrichten für Seefahrer (NfS) veröffentlichten „MSC / Circ. 1014 - IMO-Richtlinie zur Linderung von Fatigue (Übermüdung) und Fatigue-Management“ dort unter ausdrücklicher Bezugnahme auf das 1989 geschehene Unglück der „Exxon Valdez“ (1989) als notwendig erkannt hat.